# Luis Gianneo
Luis Gianneo (ur. 9 stycznia 1897 w Buenos Aires, zm. 15 września 1968 tamże) – argentyński kompozytor i dyrygent.

## Życiorys
Uczył się muzyki u Luigiego Romaniello i Ernesto Drangoscha (fortepian) Constantino Gaito (harmonia) i Eduardo Fornariniego (kontrapunkt i kompozycja). W latach 1923–1943 był kierownikiem i wykładowcą Instituto Musical w Tucumán. Był współzałożycielem utworzonej w 1932 roku Grupo renovación, propagującej kierunek narodowy w muzyce argentyńskiej. W 1945 roku założył i prowadził Orquesta Sinfónica Juvenil Argentina. W latach 1955–1960 był dyrektorem konserwatorium w Buenos Aires.
Był przedstawicielem szkoły narodowej w muzyce argentyńskiej, w swojej twórczości wykorzystywał elementy folklorystyczne, w tym również muzykę indiańską.

## Wybrane kompozycje
(na podstawie materiałów źródłowych)

### Utwory orkiestrowe
- poemat symfoniczny Turay-Turay (1929)
- Canción y danza (1936)
- 3 symfonie (I 1938, II 1945, III 1963)
- Obertura para una comedia infrantil (1939)
- Koncert fortepianowy (1940)
- Sinfonietta (1943)
- Concierto Aymará na skrzypce i orkiestrę (1944)
- Variaciones sobra tema de tango (1953)

### Utwory kameralne
- Tres piezas criollas na kwartet smyczkowy (1923)
- Cuatro cantos incáicos na kwartet smyczkowy (1924)
- 2 tria fortepianowe (I 1925, II 1943)
- Divertimento na flet, klarnet i fagot (1934)
- Divertimento na flet, obój i klarnet (1943)
- 4 kwartety smyczkowe (I 1936, II 1944, III 1952, IV 1958)
- 3 sonaty fortepianowe (I 1917, II 1943, III 1957)

### Utwory wokalno-instrumentalne
- Cantica Dianae na chór i orkiestrę (1949)
- Angor Dei na sopran i orkiestrę (1962)
- Poema de la Saeta na sopran i orkiestrę (1966)

### Balet
- Blanca nieves (1939)